# Julien Raimond
Julien Raimond (geb. 1744; gest. 1801) war ein außerordentlicher Abgeordneter für die Afrokariben Haitis, Kolonist in Haiti und französischer Politiker. Julien Raimond, zu einem Viertel afrikanischer Abstammung, war ein wohlhabender Indigopflanzer, der während der Französischen Revolution zum führenden Verfechter von Rassenreformen in Paris wurde. Sein historischer Ruf als politischer Konservativer, dessen Handlungen in erster Linie durch finanzielle Eigeninteressen motiviert waren, wurde 2007 von John Garrigus angezweifelt.

## Schriften
- Raimond, Julien: Observations adressées à l’Assemblée Nationale par un deputé des colons américains. Paris 1789
- Raimond, Julien: Observations sur l’origine et les progrès du préjugé des colons blancs contre les hommes de couleur. Paris: Belin 1791